# لیگوریو لوپس
لیگوریو لوپس (اسپانیایی: Ligorio López‎؛ ۳ ژوئیه ۱۹۳۳ – ۳۱ اوت ۱۹۹۳) بازیکن فوتبال اهل مکزیک بود.
وی همچنین در تیم ملی فوتبال مکزیک بازی کرده‌است.